# Condado de Lafayette (Arkansas)
O Condado de Lafayette é um dos 75 condados do estado americano do Arkansas. Sua sede de condado é Clarksville. Sua população, segundo o censo americano de 2000, é de 8 559 habitantes.